# Wapen van Hulshout

Het wapen van Hulshout

Het wapen van Hulshout is het heraldisch wapen van de Antwerpse gemeente Hulshout. Het wapen werd op 20 juli 1989 per Ministerieel Besluit aan de gemeente toegekend. De bekendmaking vond plaats op 8 december 1990 in het Belgisch Staatsblad.

## Geschiedenis
Hulshout heeft nooit een eigen wapen gehad. Het gebruikte in de 15e eeuw het wapen van de familie Merode. In twee van de vier kwartieren komen de wapens van Houtvenne en Westmeerbeek voor. Deze twee gemeenten hadden elk hun eigen wapen, dat nu in foutieve kleuren in het nieuwe wapen is opgenomen. Het zijn echter wel de historisch correcte kleuren.
Het tweede zegel is dat van Westmeerbeek. De gemeente gebruikte een wapen met de aartsengel Michaël (ook wel Sint Michiel), patroonheilige van de gemeente, die net de draak heeft gedood. Michaël houdt in zijn linkerhand een schild met drie moeilijk te identificeren figuren, staande 2 en 1. Zeer waarschijnlijk is dat het wapen van de familie Van der Zype, dat groen is met daarop drie gouden leeuwengezichten. De gemeente voerde het wapen echter in Nassause kleuren.
Houtvenne had ook een eigen zegel, waarop de heilige Adrianus staat. Adrianus is de patroonheilige. Net als Michaël houdt ook Adrianus een schild vast met daarop een familiewapen. Het schild dat de heilige vasthoudt toont het wapen van de familie Blereau. Dit wapen komt nu terug in het gemeentewapen van Hulshout.

## Blazoenering
De blazoenering van het wapen van Hulshout luidt als volgt:
Gevierendeeld 1. en 4. in goud vier palen van keel en een uitgeschulpte zoom van lazuur 2. in sinopel drie leeuwegezichten van goud, getongd van keel 3. in zilver een keper van lazuur vergezeld van drie koeken van hetzelfde, ieder beladen met een zespuntige ster van goud. Het schild geplaatst tussen twee onderaan gekruiste hulsttakken van natuurlijke kleur.
Het wapen bestaat uit vier kwartieren, waarvan het eerste en het vierde gelijk zijn aan elkaar. Deze kwartieren zijn goud gekleurd met daarin vier rode palen. Om de kwartieren loopt een blauwe schildzoom. Deze kwartieren zijn gebaseerd op het wapen van de familie Merode, waarmee zij tevens gelijk zijn aan het wapen van Herselt. Het tweede kwartier is groen met daarop drie gouden leeuwengezichten; niet vermeld is dat ze aanziend zijn. De tongen zijn rood. Dit kwartier stelt het voormalige wapen van Westmeerbeek voor, maar in foutieve kleuren. Het derde kwartier is, wederom in foutieve kleuren, het voormalige wapen van Houtvenne. Dit kwartier toont een zilveren veld met daarop een blauwe keper, met drie eveneens blauwe koeken. Op elke koek ligt een gouden zespuntige ster.
Het gehele schild is geplaatst tussen twee hulsttakken in natuurlijke kleuren: groen met rode besjes.

## Vergelijkbare wapens
Het wapen van Hulshout kan op historische gronden vergeleken worden met de volgende wapens:

Het wapen van Jan Filips Eugeen van Merode
De familie gebruikte een schild met gravenkroon
Het wapen van Herselt
Het wapen van Westerlo